# Orthosia intermedia
Orthosia intermedia là một loài bướm đêm trong họ Noctuidae.